# Liste der Nummer-eins-Hits in Polen (2011)
Dies ist eine Liste der Nummer-eins-Hits in Polen im Jahr 2011. Sie basiert auf den offiziellen Airplay Top 100 und den Album Top 50, die im Auftrag des polnischen Związek Producentów Audio-Video erstellt wurden. Es gab in diesem Jahr 18 Nummer-eins-Singles und 26 Nummer-eins-Alben.

## Singles
| ← 2010 ← | Liste der Nummer-eins-Hits in Polen | Liste der Nummer-eins-Hits in Polen | Liste der Nummer-eins-Hits in Polen | 2012 →                                                                  |
| \| Zeitraum \| Wo. ges. \| Interpret \| Titel Autor(en) \| Zusätzliche Informationen \| \| (Zeitraum, Wochen auf Platz eins, Interpret, Titel, Autor[en], zusätzliche Informationen) \| \| \| \| \| \| ----------------------------------------------------------------------------------------- \| -------- \| --------------------------------- \| ------------------------------------------------------------------------------------------------------------------------------------------------------------------------------------------------------------- \| ----------------------------------------------------------------------- \| \| 1. Januar 2011 – 7. Januar 2011 1 Woche \| 1 \| Duck Sauce \| Barbra Streisand Frank Farian, Heinz Huth, Jürgen Huth, Fred Jay, Armand Van Helden, Alain Macklovitch \| – \| \| 8. Januar 2011 – 21. Januar 2011 2 Wochen \| 2 \| Andrzej Piaseczny \| Śniadanie do łóżka Seweryn Krajewski, Andrzej Tomasz Piaseczny \| – \| \| 22. Januar 2011 – 4. Februar 2011 2 Wochen (insgesamt 3) \| 3 \| Nelly \| Just a Dream James Gregory Scheffer, David Ryan Harris, Damon Jared Reinagle, Richard Preston Butler Jr., Frank Romano, Cornell Iral Haynes Jr. \| – \| \| 5. Februar 2011 – 11. Februar 2011 1 Woche (insgesamt 3) \| 3 \| Ewa Farna \| Ewakuacja William Endfield Steinberg, Joshua Alexander Berman, Tamar Mardirossian; polnischer Text: Mirosława Szawińska \| – \| \| 12. Februar 2011 – 18. Februar 2011 1 Woche (insgesamt 3) \| 3 \| Nelly \| Just a Dream James Gregory Scheffer, David Ryan Harris, Damon Jared Reinagle, Richard Preston Butler Jr., Frank Romano, Cornell Iral Haynes Jr. \| – \| \| 19. Februar 2011 – 4. März 2011 2 Wochen (insgesamt 3) \| 3 \| Ewa Farna \| Ewakuacja William Endfield Steinberg, Joshua Alexander Berman, Tamar Mardirossian; polnischer Text: Mirosława Szawińska \| – \| \| 5. März 2011 – 1. April 2011 4 Wochen \| 4 \| Bruno Mars \| Grenade Claude Kelly, Peter Gene Hernandez, Christopher Steven Brown, Philip Martin Lawrence II, Ari Levine, Andrew Wyatt Blakemore \| – \| \| 2. April 2011 – 22. April 2011 3 Wochen \| 3 \| Lady Gaga \| Born This Way Fernando Garibay, Paul Edward Blair, Stefani Joanne Angelina Germanotta, Jeppe Breum Laursen \| – \| \| 23. April 2011 – 6. Mai 2011 2 Wochen \| 2 \| Rihanna \| S&M Mikkel Storleer Eriksen, Tor Erik Hermansen, Sandy Julien Wilhelm, Esther Renay Dean, Laurence Andrew Tolhurst, Robert James Smith \| – \| \| 7. Mai 2011 – 13. Mai 2011 1 Woche \| 1 \| The Black Eyed Peas \| Just Can’t Get Enough Rodney Roy Jerkins, Thomas Lee Brown, Jabbar Kareem Stevens, Julie R. Frost, Stacy Ferguson, Joshua Alvarez, William Adams, Stephen Henry Shadowen, Jaime Luis Gomez, Allan Apll Pineda \| – \| \| 14. Mai 2011 – 20. Mai 2011 1 Woche \| 1 \| Katy Perry \| E.T. Katheryn Elizabeth Hudson, Martin Karl Sandberg, Lukasz Sebastian Gottwald, Joshua Emanuel Coleman \| – \| \| 21. Mai 2011 – 17. Juni 2011 4 Wochen \| 4 \| Blue Café \| Buena Dominika Gawęda, Paweł Rurak-Sokal, Máximo Francisco Repilado Muñoz \| Chan Chan vom Buena Vista Social Club ist die Grundlage dieses Pophits. \| \| 18. Juni 2011 – 12. August 2011 8 Wochen \| 8 \| Sylwia Grzeszczak \| Małe rzeczy Marcin Piotrowski, Sylwia Karolina Grzeszczak \| – \| \| 13. August 2011 – 19. August 2011 1 Woche \| 1 \| Rihanna \| California King Bed Andrew Brett Harr, Jermaine Jerrel Jackson, Priscilla Renea Hamilton, Alexander Joseph Delicata, Robyn Rihanna Fenty \| – \| \| 20. August 2011 – 26. August 2011 1 Woche \| 1 \| Zakopower \| Boso Mateusz Pospieszalski, Sebastian Karpiel-Bułecka \| – \| \| 27. August 2011 – 23. September 2011 4 Wochen \| 4 \| Adele \| Set Fire to the Rain Fraser Lance Thorneycroft Smith, Adele Laurie Blue Adkins \| – \| \| 24. September 2011 – 7. Oktober 2011 2 Wochen (insgesamt 6) \| 6 \| Maroon 5 feat. Christina Aguilera \| Moves like Jagger Benjamin Joseph Levin, Ammar Malik, Karl Johan Schuster, Adam Noah Levine \| – \| \| 8. Oktober 2011 – 21. Oktober 2011 2 Wochen \| 2 \| Sylwia Grzeszczak \| Sen o przyszłości Sylwia Karolina Grzeszczak, Bartosz Wojciech Zielony, Wienczyslaw Bloch \| – \| \| 22. Oktober 2011 – 18. November 2011 4 Wochen (insgesamt 6) \| 6 \| Maroon 5 feat. Christina Aguilera \| Moves like Jagger Benjamin Joseph Levin, Ammar Malik, Karl Johan Schuster, Adam Noah Levine \| – \| \| 19. November 2011 – 2. Dezember 2011 2 Wochen \| 2 \| Olly Murs feat. Rizzle Kicks \| Heart Skips a Beat Samuel Dylan Murray Preston, Alex James Smith, James Christopher Eliot, Harley Sylvester Alexander-Sule, Jordan Stephens \| – \| \| 3. Dezember 2011 – 9. Dezember 2011 1 Woche (insgesamt 2) \| 2 \| Foster the People \| Pumped Up Kicks Mark Derek Foster \| – \| \| 10. Dezember 2011 – 30. Dezember 2011 3 Wochen (insgesamt 4) \| 4 \| Adele \| Someone like You Adele Laurie Blue Adkins, Daniel Dodd Wilson \| – \| \| 31. Dezember 2011 – 6. Januar 2012 1 Woche (insgesamt 2) \| 2 \| Foster the People \| Pumped Up Kicks Mark Derek Foster \| – \| |                                     |                                     | |                                                                         |
| ← 2010 |                                     |                                     | | → 2012 →                                                                |
| Zeitraum | Wo. ges.                            | Interpret                           | Titel Autor(en) | Zusätzliche Informationen                                               |
| (Zeitraum, Wochen auf Platz eins, Interpret, Titel, Autor[en], zusätzliche Informationen) |                                     |                                     | |                                                                         |
| 1. Januar 2011 – 7. Januar 2011 1 Woche | 1                                   | Duck Sauce                          | Barbra Streisand Frank Farian, Heinz Huth, Jürgen Huth, Fred Jay, Armand Van Helden, Alain Macklovitch | –                                                                       |
| 8. Januar 2011 – 21. Januar 2011 2 Wochen | 2                                   | Andrzej Piaseczny                   | Śniadanie do łóżka Seweryn Krajewski, Andrzej Tomasz Piaseczny | –                                                                       |
| 22. Januar 2011 – 4. Februar 2011 2 Wochen (insgesamt 3) | 3                                   | Nelly                               | Just a Dream James Gregory Scheffer, David Ryan Harris, Damon Jared Reinagle, Richard Preston Butler Jr., Frank Romano, Cornell Iral Haynes Jr.                                                               | –                                                                       |
| 5. Februar 2011 – 11. Februar 2011 1 Woche (insgesamt 3) | 3                                   | Ewa Farna                           | Ewakuacja William Endfield Steinberg, Joshua Alexander Berman, Tamar Mardirossian; polnischer Text: Mirosława Szawińska                                                                                       | –                                                                       |
| 12. Februar 2011 – 18. Februar 2011 1 Woche (insgesamt 3) | 3                                   | Nelly                               | Just a Dream James Gregory Scheffer, David Ryan Harris, Damon Jared Reinagle, Richard Preston Butler Jr., Frank Romano, Cornell Iral Haynes Jr.                                                               | –                                                                       |
| 19. Februar 2011 – 4. März 2011 2 Wochen (insgesamt 3) | 3                                   | Ewa Farna                           | Ewakuacja William Endfield Steinberg, Joshua Alexander Berman, Tamar Mardirossian; polnischer Text: Mirosława Szawińska                                                                                       | –                                                                       |
| 5. März 2011 – 1. April 2011 4 Wochen | 4                                   | Bruno Mars                          | Grenade Claude Kelly, Peter Gene Hernandez, Christopher Steven Brown, Philip Martin Lawrence II, Ari Levine, Andrew Wyatt Blakemore                                                                           | –                                                                       |
| 2. April 2011 – 22. April 2011 3 Wochen | 3                                   | Lady Gaga                           | Born This Way Fernando Garibay, Paul Edward Blair, Stefani Joanne Angelina Germanotta, Jeppe Breum Laursen | –                                                                       |
| 23. April 2011 – 6. Mai 2011 2 Wochen | 2                                   | Rihanna                             | S&M Mikkel Storleer Eriksen, Tor Erik Hermansen, Sandy Julien Wilhelm, Esther Renay Dean, Laurence Andrew Tolhurst, Robert James Smith                                                                        | –                                                                       |
| 7. Mai 2011 – 13. Mai 2011 1 Woche | 1                                   | The Black Eyed Peas                 | Just Can’t Get Enough Rodney Roy Jerkins, Thomas Lee Brown, Jabbar Kareem Stevens, Julie R. Frost, Stacy Ferguson, Joshua Alvarez, William Adams, Stephen Henry Shadowen, Jaime Luis Gomez, Allan Apll Pineda | –                                                                       |
| 14. Mai 2011 – 20. Mai 2011 1 Woche | 1                                   | Katy Perry                          | E.T. Katheryn Elizabeth Hudson, Martin Karl Sandberg, Lukasz Sebastian Gottwald, Joshua Emanuel Coleman | –                                                                       |
| 21. Mai 2011 – 17. Juni 2011 4 Wochen | 4                                   | Blue Café                           | Buena Dominika Gawęda, Paweł Rurak-Sokal, Máximo Francisco Repilado Muñoz | Chan Chan vom Buena Vista Social Club ist die Grundlage dieses Pophits. |
| 18. Juni 2011 – 12. August 2011 8 Wochen | 8                                   | Sylwia Grzeszczak                   | Małe rzeczy Marcin Piotrowski, Sylwia Karolina Grzeszczak | –                                                                       |
| 13. August 2011 – 19. August 2011 1 Woche | 1                                   | Rihanna                             | California King Bed Andrew Brett Harr, Jermaine Jerrel Jackson, Priscilla Renea Hamilton, Alexander Joseph Delicata, Robyn Rihanna Fenty                                                                      | –                                                                       |
| 20. August 2011 – 26. August 2011 1 Woche | 1                                   | Zakopower                           | Boso Mateusz Pospieszalski, Sebastian Karpiel-Bułecka | –                                                                       |
| 27. August 2011 – 23. September 2011 4 Wochen | 4                                   | Adele                               | Set Fire to the Rain Fraser Lance Thorneycroft Smith, Adele Laurie Blue Adkins | –                                                                       |
| 24. September 2011 – 7. Oktober 2011 2 Wochen (insgesamt 6) | 6                                   | Maroon 5 feat. Christina Aguilera   | Moves like Jagger Benjamin Joseph Levin, Ammar Malik, Karl Johan Schuster, Adam Noah Levine | –                                                                       |
| 8. Oktober 2011 – 21. Oktober 2011 2 Wochen | 2                                   | Sylwia Grzeszczak                   | Sen o przyszłości Sylwia Karolina Grzeszczak, Bartosz Wojciech Zielony, Wienczyslaw Bloch | –                                                                       |
| 22. Oktober 2011 – 18. November 2011 4 Wochen (insgesamt 6) | 6                                   | Maroon 5 feat. Christina Aguilera   | Moves like Jagger Benjamin Joseph Levin, Ammar Malik, Karl Johan Schuster, Adam Noah Levine | –                                                                       |
| 19. November 2011 – 2. Dezember 2011 2 Wochen | 2                                   | Olly Murs feat. Rizzle Kicks        | Heart Skips a Beat Samuel Dylan Murray Preston, Alex James Smith, James Christopher Eliot, Harley Sylvester Alexander-Sule, Jordan Stephens                                                                   | –                                                                       |
| 3. Dezember 2011 – 9. Dezember 2011 1 Woche (insgesamt 2) | 2                                   | Foster the People                   | Pumped Up Kicks Mark Derek Foster | –                                                                       |
| 10. Dezember 2011 – 30. Dezember 2011 3 Wochen (insgesamt 4) | 4                                   | Adele                               | Someone like You Adele Laurie Blue Adkins, Daniel Dodd Wilson | –                                                                       |
| 31. Dezember 2011 – 6. Januar 2012 1 Woche (insgesamt 2) | 2                                   | Foster the People                   | Pumped Up Kicks Mark Derek Foster | –                                                                       |

## Alben
| ← 2010 ← | Liste der Nummer-eins-Hits in Polen | Liste der Nummer-eins-Hits in Polen | Liste der Nummer-eins-Hits in Polen | 2012 →                    |
| \| Zeitraum \| Wo. ges. \| Interpret \| Titel \| Zusätzliche Informationen \| \| (Zeitraum, Wochen auf Platz eins, Interpret, Titel, zusätzliche Informationen) \| \| \| \| \| \| ------------------------------------------------------------------------------ \| -------- \| -------------------------- \| ------------------------------ \| ------------------------- \| \| 27. Dezember 2010 – 9. Januar 2011 2 Wochen (insgesamt 9) \| 9 \| Kult \| MTV Unplugged \| – \| \| 10. Januar 2011 – 16. Januar 2011 1 Woche (insgesamt 2) \| 2 \| StarGuardMuffin \| Szanuj \| – \| \| 17. Januar 2011 – 23. Januar 2011 1 Woche \| 1 \| Lady Gaga \| The Fame \| – \| \| 24. Januar 2011 – 30. Januar 2011 1 Woche \| 1 \| Aga Zaryan \| Picking Up the Pieces \| – \| \| 31. Januar 2011 – 20. Februar 2011 3 Wochen (insgesamt 9) \| 9 \| Kult \| MTV Unplugged \| – \| \| 21. Februar 2011 – 27. Februar 2011 1 Woche \| 1 \| Simply Red \| Songs of Love \| – \| \| 28. Februar 2011 – 13. März 2011 2 Wochen (insgesamt 3) \| 3 \| Seweryn Krajewski \| Jak tam jest \| – \| \| 14. März 2011 – 27. März 2011 2 Wochen \| 2 \| Slums Attack \| Reedukacja \| – \| \| 28. März 2011 – 3. April 2011 1 Woche (insgesamt 3) \| 3 \| Seweryn Krajewski \| Jak tam jest \| – \| \| 4. April 2011 – 25. April 2011 3 Wochen \| 3 \| Sade \| Soldier of Love \| – \| \| 26. April 2011 – 5. Juni 2011 6 Wochen \| 6 \| (Verschiedene Interpreten) \| Solidarni z Japonią \| – \| \| 6. Juni 2011 – 12. Juni 2011 1 Woche (insgesamt 2) \| 2 \| (Verschiedene Interpreten) \| The Best Kids … Ever! \| – \| \| 13. Juni 2011 – 19. Juni 2011 1 Woche \| 1 \| Myslovitz \| Nieważne jak wysoko jesteśmy … \| – \| \| 20. Juni 2011 – 26. Juni 2011 1 Woche \| 1 \| Sting \| Symphonicities \| – \| \| 27. Juni 2011 – 3. Juli 2011 1 Woche (insgesamt 7) \| 7 \| Zakopower \| Boso \| – \| \| 4. Juli 2011 – 10. Juli 2011 1 Woche \| 1 \| Lady Pank \| Maraton \| – \| \| 11. Juli 2011 – 17. Juli 2011 1 Woche \| 1 \| Leszek Możdżer \| Komeda \| – \| \| 18. Juli 2011 – 24. Juli 2011 1 Woche (insgesamt 2) \| 2 \| StarGuardMuffin \| Szanuj \| – \| \| 25. Juli 2011 – 15. August 2011 3 Wochen (insgesamt 7) \| 7 \| Zakopower \| Boso \| – \| \| 16. August 2011 – 21. August 2011 1 Woche (insgesamt 2) \| 2 \| Amy Winehouse \| Back to Black \| – \| \| 22. August 2011 – 4. September 2011 2 Wochen (insgesamt 7) \| 7 \| Zakopower \| Boso \| – \| \| 5. September 2011 – 11. September 2011 1 Woche \| 1 \| Beyoncé \| I Am… Sasha Fierce \| – \| \| 12. September 2011 – 18. September 2011 1 Woche \| 1 \| Red Hot Chili Peppers \| I’m with You \| – \| \| 19. September 2011 – 2. Oktober 2011 2 Wochen \| 2 \| Dżem \| The Singles \| – \| \| 3. Oktober 2011 – 23. Oktober 2011 3 Wochen \| 3 \| Katarzyna Nosowska \| 8 \| – \| \| 24. Oktober 2011 – 30. Oktober 2011 1 Woche \| 1 \| Sylwia Grzeszczak \| Sen o przyszłości \| – \| \| 31. Oktober 2011 – 6. November 2011 1 Woche \| 1 \| Coma \| Czerwony album \| – \| \| 7. November 2011 – 13. November 2011 1 Woche \| 1 \| Coldplay \| Mylo Xyloto \| – \| \| 14. November 2011 – 11. Dezember 2011 4 Wochen (insgesamt 9) \| 9 \| Adele \| 21 \| – \| \| 12. Dezember 2011 – 18. Dezember 2011 1 Woche \| 1 \| Andrea Bocelli \| My Christmas \| – \| \| 19. Dezember 2011 – 26. Dezember 2011 1 Woche (insgesamt 9) \| 9 \| Adele \| 21 \| – \| \| 27. Dezember 2011 – 1. Januar 2012 1 Woche (insgesamt 4) \| 4 \| Kazik na Żywo \| Bar La Curva / Plamy na słońcu \| – \| |                                     |                                     |                                     |                           |
| ← 2010 |                                     |                                     |                                     | → 2012 →                  |
| Zeitraum | Wo. ges.                            | Interpret                           | Titel                               | Zusätzliche Informationen |
| (Zeitraum, Wochen auf Platz eins, Interpret, Titel, zusätzliche Informationen) |                                     |                                     |                                     |                           |
| 27. Dezember 2010 – 9. Januar 2011 2 Wochen (insgesamt 9) | 9                                   | Kult                                | MTV Unplugged                       | –                         |
| 10. Januar 2011 – 16. Januar 2011 1 Woche (insgesamt 2) | 2                                   | StarGuardMuffin                     | Szanuj                              | –                         |
| 17. Januar 2011 – 23. Januar 2011 1 Woche | 1                                   | Lady Gaga                           | The Fame                            | –                         |
| 24. Januar 2011 – 30. Januar 2011 1 Woche | 1                                   | Aga Zaryan                          | Picking Up the Pieces               | –                         |
| 31. Januar 2011 – 20. Februar 2011 3 Wochen (insgesamt 9) | 9                                   | Kult                                | MTV Unplugged                       | –                         |
| 21. Februar 2011 – 27. Februar 2011 1 Woche | 1                                   | Simply Red                          | Songs of Love                       | –                         |
| 28. Februar 2011 – 13. März 2011 2 Wochen (insgesamt 3) | 3                                   | Seweryn Krajewski                   | Jak tam jest                        | –                         |
| 14. März 2011 – 27. März 2011 2 Wochen | 2                                   | Slums Attack                        | Reedukacja                          | –                         |
| 28. März 2011 – 3. April 2011 1 Woche (insgesamt 3) | 3                                   | Seweryn Krajewski                   | Jak tam jest                        | –                         |
| 4. April 2011 – 25. April 2011 3 Wochen | 3                                   | Sade                                | Soldier of Love                     | –                         |
| 26. April 2011 – 5. Juni 2011 6 Wochen | 6                                   | (Verschiedene Interpreten)          | Solidarni z Japonią                 | –                         |
| 6. Juni 2011 – 12. Juni 2011 1 Woche (insgesamt 2) | 2                                   | (Verschiedene Interpreten)          | The Best Kids … Ever!               | –                         |
| 13. Juni 2011 – 19. Juni 2011 1 Woche | 1                                   | Myslovitz                           | Nieważne jak wysoko jesteśmy …      | –                         |
| 20. Juni 2011 – 26. Juni 2011 1 Woche | 1                                   | Sting                               | Symphonicities                      | –                         |
| 27. Juni 2011 – 3. Juli 2011 1 Woche (insgesamt 7) | 7                                   | Zakopower                           | Boso                                | –                         |
| 4. Juli 2011 – 10. Juli 2011 1 Woche | 1                                   | Lady Pank                           | Maraton                             | –                         |
| 11. Juli 2011 – 17. Juli 2011 1 Woche | 1                                   | Leszek Możdżer                      | Komeda                              | –                         |
| 18. Juli 2011 – 24. Juli 2011 1 Woche (insgesamt 2) | 2                                   | StarGuardMuffin                     | Szanuj                              | –                         |
| 25. Juli 2011 – 15. August 2011 3 Wochen (insgesamt 7) | 7                                   | Zakopower                           | Boso                                | –                         |
| 16. August 2011 – 21. August 2011 1 Woche (insgesamt 2) | 2                                   | Amy Winehouse                       | Back to Black                       | –                         |
| 22. August 2011 – 4. September 2011 2 Wochen (insgesamt 7) | 7                                   | Zakopower                           | Boso                                | –                         |
| 5. September 2011 – 11. September 2011 1 Woche | 1                                   | Beyoncé                             | I Am… Sasha Fierce                  | –                         |
| 12. September 2011 – 18. September 2011 1 Woche | 1                                   | Red Hot Chili Peppers               | I’m with You                        | –                         |
| 19. September 2011 – 2. Oktober 2011 2 Wochen | 2                                   | Dżem                                | The Singles                         | –                         |
| 3. Oktober 2011 – 23. Oktober 2011 3 Wochen | 3                                   | Katarzyna Nosowska                  | 8                                   | –                         |
| 24. Oktober 2011 – 30. Oktober 2011 1 Woche | 1                                   | Sylwia Grzeszczak                   | Sen o przyszłości                   | –                         |
| 31. Oktober 2011 – 6. November 2011 1 Woche | 1                                   | Coma                                | Czerwony album                      | –                         |
| 7. November 2011 – 13. November 2011 1 Woche | 1                                   | Coldplay                            | Mylo Xyloto                         | –                         |
| 14. November 2011 – 11. Dezember 2011 4 Wochen (insgesamt 9) | 9                                   | Adele                               | 21                                  | –                         |
| 12. Dezember 2011 – 18. Dezember 2011 1 Woche | 1                                   | Andrea Bocelli                      | My Christmas                        | –                         |
| 19. Dezember 2011 – 26. Dezember 2011 1 Woche (insgesamt 9) | 9                                   | Adele                               | 21                                  | –                         |
| 27. Dezember 2011 – 1. Januar 2012 1 Woche (insgesamt 4) | 4                                   | Kazik na Żywo                       | Bar La Curva / Plamy na słońcu      | –                         |

## Jahreshitparaden
| ← 2010 ← | Liste der Nummer-eins-Hits in Polen                                  | Liste der Nummer-eins-Hits in Polen | Liste der Nummer-eins-Hits in Polen | 2012 →   |
| \| Position# \| Alben \| \| --------- \| -------------------------------------------------------------------- \| \| 1 \| 21 Adele \| \| 2 \| The Ultimate Collection Sade Adu \| \| 3 \| Boso Zakopower \| \| 4 \| Solidarni z Japonią (Verschiedene Interpreten) \| \| 5 \| Marek Sierocki Przedstawia: I Love Polska (Verschiedene Interpreten) \| \| 6 \| Jak tam jest Seweryn Krajewski \| \| 7 \| Lulu Lou Reed & Metallica \| \| 8 \| Jazz, dwa, trzy O.S.T.R. \| \| 9 \| Live at the Royal Albert Hall Adele \| \| 10 \| Christmas Michael Bublé \| |                                                                      |                                     |                                     |          |
| ← 2010 |                                                                      |                                     |                                     | → 2012 → |
| Position# | Alben                                                                |                                     |                                     |          |
| 1 | 21 Adele                                                             |                                     |                                     |          |
| 2 | The Ultimate Collection Sade Adu                                     |                                     |                                     |          |
| 3 | Boso Zakopower                                                       |                                     |                                     |          |
| 4 | Solidarni z Japonią (Verschiedene Interpreten)                       |                                     |                                     |          |
| 5 | Marek Sierocki Przedstawia: I Love Polska (Verschiedene Interpreten) |                                     |                                     |          |
| 6 | Jak tam jest Seweryn Krajewski                                       |                                     |                                     |          |
| 7 | Lulu Lou Reed & Metallica                                            |                                     |                                     |          |
| 8 | Jazz, dwa, trzy O.S.T.R.                                             |                                     |                                     |          |
| 9 | Live at the Royal Albert Hall Adele                                  |                                     |                                     |          |
| 10 | Christmas Michael Bublé                                              |                                     |                                     |          |